# Consuelo Alonso
María Consuelo Alonso Alonso (Sopeña de Carneros, 9 de noviembre de 1948), también conocida como "Cheli", es una atleta, triatleta, duatleta y maratonista española, pionera en el atletismo femenino y considerada la triatleta española más longeva.

## Trayectoria
Consuelo Alonso nació en la localidad de Sopeña de Carneros, en la provincia de León, el 9 de noviembre de 1948. Fue pionera del atletismo en España, participando en los primeros campeonatos de atletismo celebrados en España con modalidad femenina.
Debutó en el atletismo en el año 1965 en los 400 metros en el Estadio Hispánico de León. Formó parte del equipo de atletismo madrileño Vallehermoso OJE. Posteriormente, se convirtió en la primera mujer en ser miembro del Club Triatlón Clavería de Móstoles.
Su mejor marca en la categoría de 1.500 metros fue 4:29. En 1986 logró su mejor marca personal en maratón con un tiempo de 2:43:21. Hasta 1988 ya había sido internacional en 18 ocasiones con el equipo español de atletismo. Es considerada la triatleta española más longeva.

### Palmarés
Consuelo Alonso ha ganado multitud de campeonatos regionales, nacionales e internacionales en las diferentes modalidades en las que ha participado de atletismo, maratón, triatlón y duatlón, categoría esta última en la que llegó a ser campeona europea y del mundo.
En 1969 se convirtió en la primera campeona de España de los 1.500 metros al aire libre con un tiempo de 4:42.5, siendo la primera ocasión en que las mujeres participaban en dicha prueba.
Entre 1982 y 1984 ganó las tres ediciones del Campeonato de España de Maratón. En 1982 lo consiguió con un tiempo de 2:56:01; en 1983 con 2:51:56; y en 1984 con 2:50:54. En 1986 ganó la Maratón Popular de Madrid.
En 2015 venció en la categoría VET 3 del XXIV Duatlón Villa de Madrid con un tiempo de 1:42:55. Un año más tarde ganó en Avilés el Campeonato del Mundo de Duatlón en distancia sprint en el grupo de edad de 65 a 69 años. En 2017 consiguió el triunfo en el Campeonato de España de Duatlón. Ese mismo año también ganó el Campeonato de Madrid de duatlón sprint de su categoría de edad.
En 2019 fue campeona de España en la categoría W70 (de mayores de 70 años) de los 200, 800 y 1.500 metros en pista cubierta y de los 800 y 1.500 metros al aire libre.

## Reconocimientos
En 2011 recibió un homenaje durante el XIX Duatlón de Cantimpalos. En 2017, Consuelo Alonso recibió un homenaje en Móstoles durante la celebración de la 4ª edición del Acuatlón ciudad de Móstoles. También ha recibido el premio a la mejor deportista de León.